# 미시시피 대학교

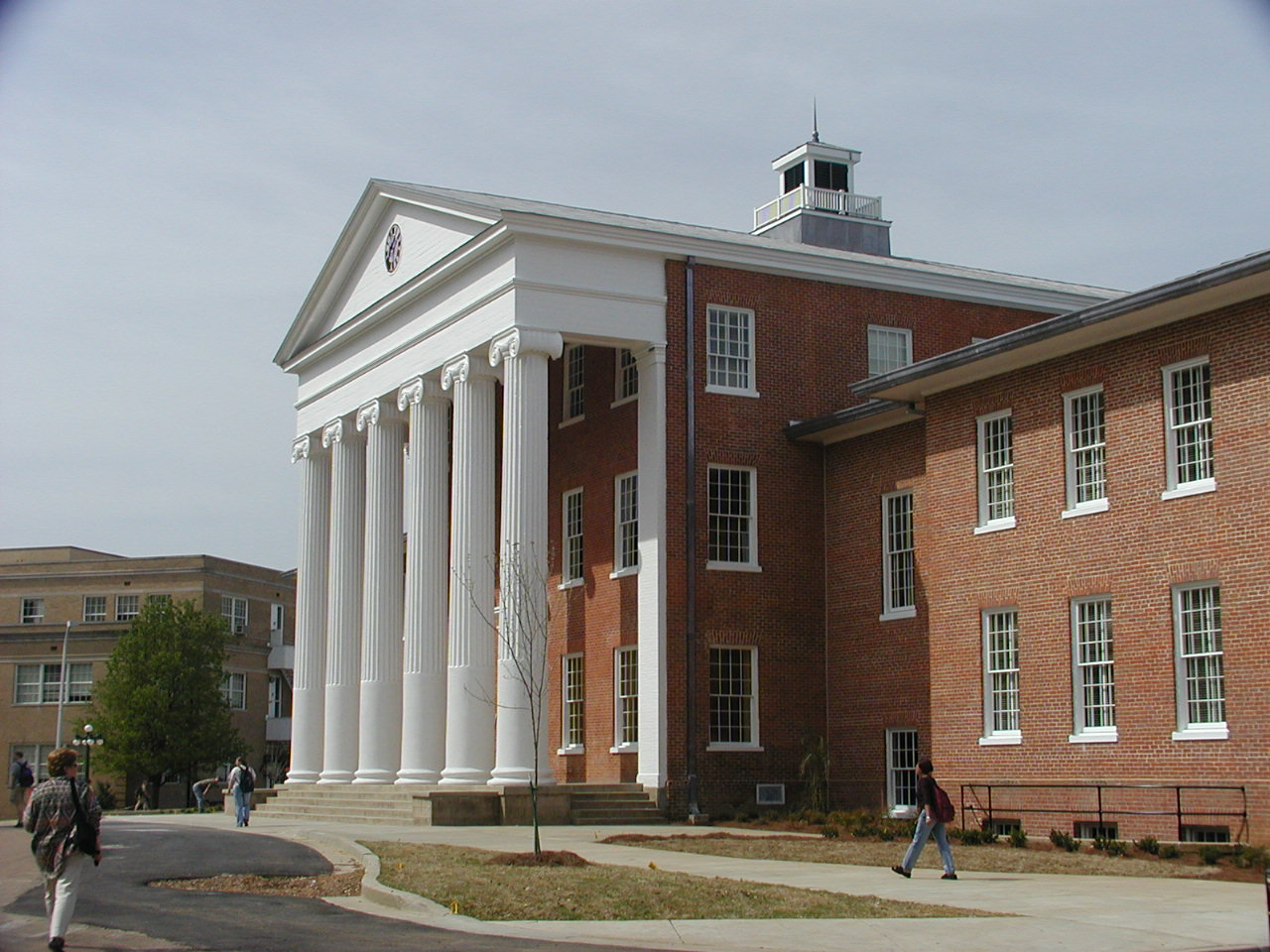

미시시피 대학교(University of Mississippi)는 미국 미시시피주 옥스퍼드에 위치한 대학교이다. 1846년 개교하였으며, 현재 16,786명의 학생이 재학 중이다.